# Garōden
Garōden (餓狼伝, Garō-den) est une adaptation manga par Jirō Taniguchi du premier volume de la série du même nom sur les arts martiaux Garôden, La légende de la lutte contre les loups de Baku Yumemakura. La série est pré-publiée au Japon entre 1989 et 1990 dans le Comic Fighter, puis publiée en volume relié en octobre 1994. La version française est pré-publiée dans L'Équipe Mag durant l'été 2011 avant d'être éditée par Casterman dans la collection Sakka en août 2011.

## Synopsis
Bunshichi Tanba, karatéka et dôjôyaburi (défieur de dojos), dans sa quête d'absolu pour être le plus fort, subit une défaite humiliante face à Toshio Kajiwara. Depuis, il ne cesse de s'entraîner pour prendre un jour sa « revanche ». Mais un « amateur » ne peut pas affronter un « pro » aussi simplement et toutes sortes d'obstacles viendront se dresser entre ces deux hommes qui ne désirent qu'une seule chose : se mesurer l'un à l'autre une nouvelle fois.

## Personnages
- Bunshichi Tanba : héros de l'histoire. Karatéka développant une technique hybride mêlant percussions au poing ou au pied et immobilisations. Dôjôyaburi (défi des dôjô).

- Ryôji Kubo : pickpocket. Rencontre Tanba par hasard en voulant le rendre complice d'un vol. Impressionné par ses techniques de combat, décide de le suivre et proclame être son « premier disciple ».

- Toshio Kajiwara : jeune lutteur qui inflige à Tanba sa seconde défaite depuis la mort de Saitô. Celui pour qui Tanba attendra six ans pour le défier à nouveau au combat.

- Sôichirô Izumi : premier adversaire défié dans le one-shot, maître de l'école du Hokushinkan (dôjô).

- Tsutomu Himekawa : témoin de plusieurs combats de Tanba et élève du fondateur du Hokushinkan. Désire affronter Tanba. A la demande du chef de la fédération de karaté, aide Tanba lorsque des subordonnés de la fédération décident de l'attaquer (Shimura et Tsurumi).

- Saitô : karatéka, ami de Tanba dans sa jeunesse. Celui qui a fait subir à Tanba sa toute première défaite. Tanba deviendra son disciple, à l'image de Ryôji Kubo, et suivra l'enseignement dans le même dôjô que Saitô. Ce dernier meurt dans une bagarre contre des yakuzas, déclenchée par une bousculade dans un restaurant.

- Kawabé : entraîneur de lutteurs (catch), dont Kajiwara.

- Shimura et Tsurumi : en veulent à Tanba pour avoir vaincu leur maître Izumi. Maîtres de Matsumoto, Inoué et Gotô qu'ils envoient d'abord pour affronter Tanba, avant d'y aller eux-mêmes.
- Matsumoto, Inoué, Gotô : élèves du Hokushinkan. Se font vaincre par Tanba et Crazy Dog alors qu'ils gênent l'affrontement entre les deux.

- Crazy Dog : lutteur étranger, le genre à monter sur le ring complètement saoul. Payé par Kawabé pour affronter Tanba afin d'empêcher ce dernier de combattre Kajiwara. Himekawa s'interposera et vaincra Crazy Dog pour permettre à Tanba de se concentrer sur le duel à venir.

- Ushio « Madara Ushi » Daté : lutteur. Enseigne à Tanba comment monter une agression (sert à défier un lutteur professionnel).

- Nagata : lutteur étant entré dans l’équipe en même temps que Kajiwara, maintenant au Canada. La Toyoh Pro Westling va lui attribuer l’agression. Gars « cassé » par Kajiwara juste avant le premier combat par Tanba.

## Analyse
Manga dont l'univers mélange karaté, catch et combat extrême à mains nues. Le dessin de Taniguchi sublime le genre, les postures des personnages sont dynamiques, les combats sont lisibles, clairs et détaillés. Loin d'une bagarre sans âme, les codes d'honneur, quête d'absolu, interrogations existentielles et scènes sensuelles explicites font de ce récit « un récit introspectif ».

## Adaptations
Garōden, de Jirō Taniguchi, est une adaptation du premier volume de Garōden, de Baku Yumemakura. Série populaire sur les arts martiaux, elle comprend de nombreuses adaptations autres que celle menée par Taniguchi : en manga par Keisuke Itagaki (pour le moment 26 volumes au Japon, série désormais en pause), mais aussi en film et deux jeux vidéo.
L'adaptation de Taniguchi est elle-même adaptée en anime sur Netflix, sous le titre Garōden : La Voie du loup solitaire. Elle est diffusée à l'international sur la plateforme le 23 mai 2024,.